# Agnia Ditkovskyte
 (mars 2018).
Si vous disposez d'ouvrages ou d'articles de référence ou si vous connaissez des sites web de qualité traitant du thème abordé ici, merci de compléter l'article en donnant les références utiles à sa vérifiabilité et en les liant à la section « Notes et références ».
Agnia Ditkovskyte, née le 11 mai 1988 à Vilnius, est une actrice russe. 

## Biographie
Fille du réalisateur lituanien Olegas Ditkovskis et de l'actrice russe Tatiana Liutaïeva, Agnia Ditkovskyte nait à Vilnius, puis, avec sa mère et son frère Dominik Ramanauskas, déménage à Moscou en 2004. Elle entame les études à l'Institut national de la cinématographie, mais abandonne un an plus tard. Néanmoins, elle arrive à s'insérer dans le milieu artistique et fait son début à l'écran en 2006, dans le mélodrame de Rezo Gigineishvili Canicule où elle donne la réplique à Alexeï Tchadov. Sa carrière compte une trentaine de films entre 2006 et 2018. 
En 2010, avec Povilas Vanagas, elle a participé au projet de la chaîne  Pierviy Kanal Ice and Fire, une compétition de patinage mettant en scène une célébrité et un patineur artistique professionnel. En 2015, avec le danseur Evgueni Raïev, elle a participé à la neuvième saison du programme intitulé Dancing with the Stars, une version russe du Strictly Come Dancing diffusé sur Rossiya 1.

## Filmographie

### Cinéma
- 2006 : Canicule de Rezo Gigineishvili : Nastia
- 2010 : Hooked 2 : Next Level de Pavel Sanaev : Lena
- 2011 : Boris Godounov (Борис Годунов) de Vladimir Mirzoev : Marina Mniszek
- 2014 : La Légende de Viy (Вий) d'Oleg Steptchenko (ru) : Nastoussia
- 2017 : Dance to Death (Танцы насмерть) d'Andreï Volguine : Zebra